# Karl Kautsky
Karl Johann Kautsky (Prága, 1854. október 16. – Amszterdam, 1938. október 17.) cseh-német marxista teoretikus és szociáldemokrata politikus. Engels 1895-ös halála után az ortodox marxizmus leghitelesebb képviselőjének ismerték el, az első világháború kezdetéig ironikusan úgy is említették, mint „a marxizmus pápáját”, majd a proletár diktatúra hívei vádlón mint „a renegát Kautskyt”. Kautsky a háborút követően a bolsevik forradalomnak és túlzásainak nyílt kritikusa volt, a szovjet állam természetéről szóló írásaiban vitába szállt Leninnel és Trockijjal.

## Élete

### Korai évek
Karl Kautsky, középosztálybeli művészcsaládban született Prágában, szüleivel hétéves korában Bécsbe költözött. A Bécsi Egyetemen 1874-től történelmet, filozófiát, közgazdaságtant tanult, 1875-ben belépett Ausztria Szociáldemokrata Pártjába (SPÖ). 1880-ban Zürichben csatlakozott a Karl Höchberg által anyagilag támogatott német szocialista csoporthoz, mely az 1878-as németországi szocialistaellenes törvény (Sozialistengesetz) által tiltott, illegális irodalmat csempészett Németországba. Összebarátkozott Karl Höchberg titkárával, Eduard Bernsteinnel, és ettől az időtől kezdett mélyrehatóbban foglalkozni a marxizmussal. 1881-ben Londonba utazott és megismerkedett a kommunista-szociáldemokrata munkásmozgalom két nagy teoretikusával Marxszal és Engelsszel.

### A neves marxista teoretikus
1883-ban megalapította a Die Neue Zeit (Új Idő) című havi folyóiratot Stuttgartban (1890-től hetilap), mely 1917-es fennállásáig korának legjelentősebb szocialista, elméleti orgánumává vált. A folyóirat biztos jövedelmet jelentett számára és segített abban, hogy ismert marxista teoretikus lehessen. 1885-től 1890-ig Londonban élt, ahol közeli barátságba került Engelssel. Ottani tartózkodása alatt írta meg Marx gazdasági tanai című művét, melyet Engels A tőke számos félreértelmezőjével szemben hiteles népszerű tolmácsolásnak ismert el. 1891-ben August Bebellel és Eduard Bernsteinnel társszerzőként írta meg a Németország Szociáldemokrata Pártjának (SPD) erfurti programtervezetét.
Engels 1895-ös halála után Kautsky lett a marxizmus legfontosabb és legbefolyásosabb teoretikusa, August Bebellel a párt főáramának a képviselője, az imperializmus marxista elméletének megalapozója. Amikor Bernstein az 1890-es évek végén megtámadta a forradalom szükségszerűségének tradicionális marxista álláspontját, Kautsky Bernstein és a szociáldemokrata program című írásában bírálta, hogy a szocializmus etikai alapjainak hangsúlyozása utat nyit a progresszív burzsoáziával való szövetség és az osztálymentes nézőpont felé.
1901-ben átadta a Die Neue Zeit tulajdonjogát az SPD-nek, de szerkesztői pozícióját megtartotta. Az SPD kevésbé sikeres befolyást gyakorolt a katolikusok mint a protestánsok körében, ezért elemezte a katolikus egyház reakciós politikáját. 1904-ben és 1905-ben az Oroszországi események hatására, bár Rosa Luxemburgnál sokkal óvatosabban, vitatkozott az SPD jobbszárnyával, szerinte a tömegsztrájk kérdését nem elvetni, hanem tanulmányozni kell. A II. Internacionálé 1907-es, Stuttgartban tartott kongresszusán sikeresen támadta a gyarmatosítást védelmező frakciót. 1908-ban megírta „A kereszténység eredete” című művét. 1909-ben megszületett „Az út a hatalomhoz” (Der Weg zur Macht) című munkája, melyről Lenin elismerően írt, és a legforradalmibb írásának tartott.

### Háborús évek
Amikor 1914-ben a német szociáldemokrata Reichstag képviselők megszavazták a hadi hiteleket, Kautsky (aki nem volt képviselő, de részt vett a gyűléseken) tartózkodást javasolt. Kautsky azt állította, hogy Németország védekező háborút visel a cári Oroszország fenyegetése ellen. Ekkor Rosa Luxemburg „a mocsár ideológusának” nevezte. Mindazonáltal 1915 júniusában, 10 hónappal a háború kezdete után, amikor nyilvánvalóvá vált, hogy az tartósnak, megdöbbentően brutálisnak és költségesnek ígérkezik, Eduard Bernstein illetve Hugo Haase közreműködésével kiadott egy felhívást az SPD háborúpárti vezetői ellen, amiben elítélte a német kormány annexiós céljait. 1917-ben kilépett az SPD-ből, s csatlakozott a Független Szociáldemokrata Párthoz (USPD), mely egyesítette a háborút ellenző szocialistákat.
A németországi novemberi forradalom után külügyi államtitkár helyettes volt a rövid életű SPD-USPD forradalmi kormányban, és azon dolgozott, hogy bizonyító dokumentumokat találjon a birodalmi Németország háborús bűnösségére, illetve a sikertelen szocializálási bizottság vezetője volt.

### Polémia a bolsevikokkal
1919 után befolyása folyamatosan csökkent. 1920-ban Grúziába látogatott és 1921-ben könyvet írt róla, mint szociáldemokrata országról, mely független a bolsevik Oroszországtól. 1920-ban, amikor az USPD-ben szakadás történt, azzal a kisebbséggel tartott, amelyik újraegyesült az SPD-vel. 1924-ben, 70 évesen családjával Bécsbe költözött és 1938-ig ott maradt. Az Anschluss idején Csehszlovákiába menekült, onnan repülővel Amszterdamba utazott, ahol még ugyanabban az évben meghalt.
Karl Kautsky Berlin-Friedenau-ban élt sok éven át, felesége Luise Kautsky, a szintén Friedenauban lakó Rosa Luxemburg közeli barátja volt. Emléktábla jelzi lakhelyét, a Saarstraße 14-et.
Lenin A proletárforradalom és a renegát Kautsky című klasszikus pamfletjében renegátnak festi le Kautskyt; Kautsky viszonzásul ostorozta Lenint 1934-es, Marxizmus és bolsevizmus: demokrácia és diktatúra című művében: „A bolsevikoknak Lenin vezetése alatt, mindazonáltal sikerült hatalmukba keríteniük az ellenőrzést a pétervári majd a moszkvai fegyveres erők fölött, mely így az új diktatúra megalapozásához vezetett a régi cári diktatúra helyén.”

### Halála és családja
Karl Kautsky 1938. október 17-én, Amszterdamban hunyt el. Fia, Benedikt hét évet töltött koncentrációs táborban; felesége, Luise Auschwitzban halt meg.

## Művei angolul
- The road to power. (edited by John H. Kautsky; new translation by Raymond Meyer) Humanities Press 1996. 121. p. ISBN 0391039555

## Magyarul

### 1945 előtt
- Kautsky Károly: Marx gazdasági tanai. Népszerű ismertetés és magyarázat; ford. Garami Ernő; Politzer, Bp., 1903 (Társadalomtudományi Könyvtár)
- Kautsky Károly: A szociális forradalom. I. Szociális reform és szociális forradalom; ford. Garami Ernő; Népszava, Bp., 1914 (Munkáskönyvtár)
- Kautsky Károly: A szociális forradalom. II. A szociális forradalom után; ford. Garami Ernő; Népszava, Bp., 1914 (Munkáskönyvtár)
- Kautsky Károly: Nemzeti állam, imperialista állam és államszövetség; ford. Weltner Jakab; Népszava, Bp., 1915
- Kautsky Károly: Marx Károly történelmi jelentősége; ford. Garami Ernő; Népszava, Bp., 1918 (Munkáskönyvtár)
- Kautsky Károly: A proletárság diktatúrája; ford. Schöner Dezső; Népszava, Bp., 1919 (Munkáskönyvtár)
- A demokráciától az állami rabszolgaságig. Vita Troczkijjal; ford., bev. Vanczák János; Népszava, Bp., 1922 (Munkáskönyvtár)
- Kautsky Károly: A kereszténység eredete. Történelmi tanulmány; ford. Rab Pál; Népszava, Bp., 1922
- Kommunizmus és szociáldemokrácia; ford. Mónus Illés; Esztergályos J., Bp., 1933 (A szocialista tudás könyvtára)
- Az erőszak határai / függelék 1. Otto Bauer: Elhibázott volt-e a felkelés?, függelék 2. A szerző válasza Otto Bauernak; ford. Kelemen József, bev. Mónus Illés; Esztergályos J., Bp., 1935 (A szocialista tudás könyvtára)

### 1945 után
- A szocializmus előfutárai; ford. Hollósi Tibor, Terényi István, bev. Székely György; Szikra, Bp., 1950
- A kereszténység eredete. Történelmi tanulmány; ford. Faludi János; Szikra, Bp., 1950
- Marx gazdasági tanai. Népszerű ismertetés és magyarázat; korábbi magyar kiadások felhaszn. ford. Fedor János; Kossuth, Bp., 1957
- A gothai program kritikája. Marx, Engels, Bebel, Bracke, Kautsky és Liebknecht leveleivel, Lenin Állam és forradalom c. művének részleteivel és programdokumentumokkal; szerk. Kálmán Endre, sajtó alá rend. a marxizmus-leninizmus klasszikusainak szerkesztősége; Kossuth, Bp., 1975
- Az erfurti program; ford. Glavina Zsuzsa; Kossuth, Bp., 1982 (Források)
- Az út a hatalomhoz; előszó Horváth Jenő, ford. Kálmán Endre; Kossuth, Bp., 1985 (Források)
- A szociális forradalom; utószó Domonkos Anna, Szilágyi Anikó, ford. Zalai Edvin; Kossuth, Bp., 1987 (Források)

## Monográfiák, másodlagos források nyomtatásban
- Massimo Salvadori: Karl Kautsky and the socialist revolution. 1880–1938 Verso, 1990
- Dick Geary: Karl Kautsky. Manchester University Press, 1987
- Moira Donald: Marxism and Revolution: Karl Kautsky and the Russian Marxists, 1900–1924. Yale University Press. 1993. 324 pp.
- John H. Kautsky: Karl Kautsky and the Social Science of Classical Marxism. E. J. Brill. 1989. 127 pp.
- John H. Kautsky: Karl Kautsky: Marxism, Revolution & Democracy. Transaction Publishers. 1994. 256 pp.
- Gary P. Steenson. Karl Kautsky, 1854–1938: Marxism in the Classical Years. University of Pittsburgh Press. 1978. 308 pp.

## Monográfiák, másodlagos források az interneten
- Massimo Salvadori: Karl Kautsky and the socialist revolution. 1880–1938 Verso, 1990.
- Dick Geary: Karl Kautsky. Manchester University Press, 1987.

## Fordítás
- Ez a szócikk részben vagy egészben a Karl Kautsky című angol Wikipédia-szócikk ezen változatának fordításán alapul.  Az eredeti cikk szerkesztőit annak laptörténete sorolja fel. Ez a jelzés csupán a megfogalmazás eredetét és a szerzői jogokat jelzi, nem szolgál a cikkben szereplő információk forrásmegjelöléseként.